# Nieledew
Nieledew – wieś w Polsce położona w województwie lubelskim, w powiecie hrubieszowskim, w gminie Trzeszczany.
Wieś jest sołectwem w gminie Trzeszczany. Według Narodowego Spisu Powszechnego (III 2011 r.) liczyła 1608 mieszkańców i była największą miejscowością gminy.
Wieś jest siedzibą rzymskokatolickiej parafii Matki Bożej Częstochowskie.

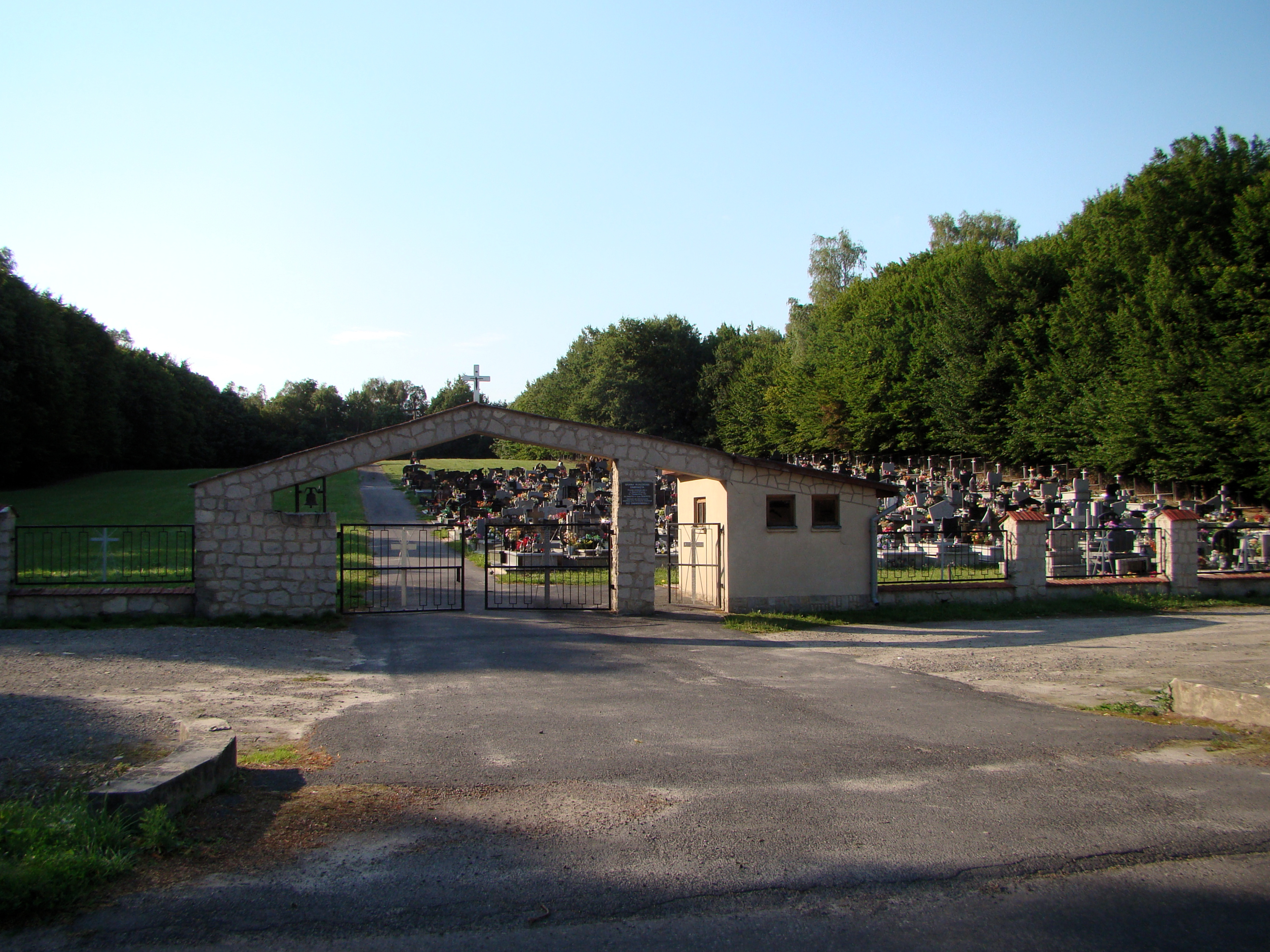
Cmentarz parafialny

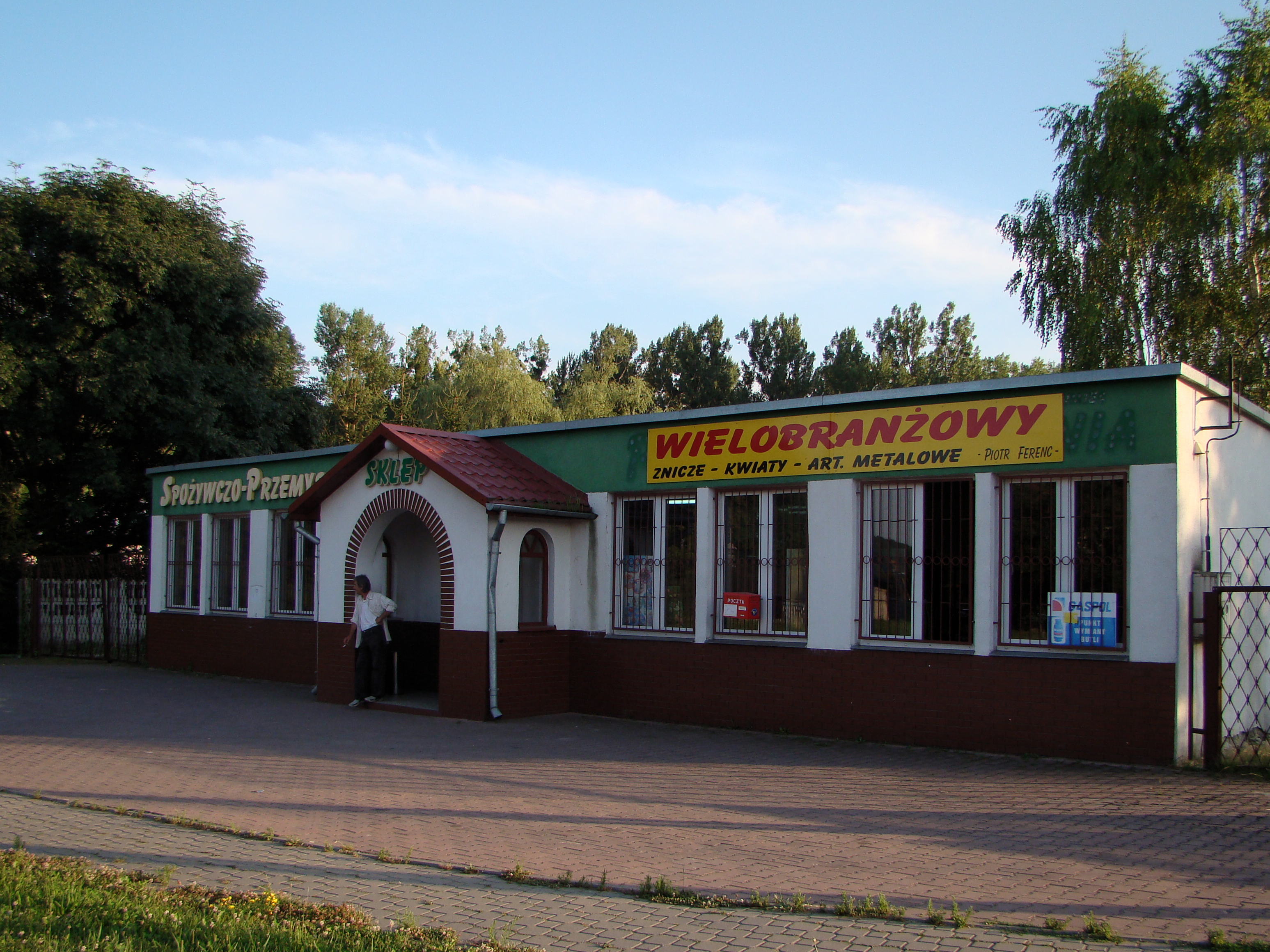
Sklep spożywczo-przemysłowy

| SIMC    | Nazwa    | Rodzaj    |
| ------- | -------- | --------- |
| 0902866 | Kąty     | część wsi |
| 0902872 | Makowiec | część wsi |
| 0902889 | Pawłówka | część wsi |
| 0902895 | Popówka  | część wsi |
| 0902903 | Sadzonka | część wsi |
| 0902910 | Zagroble | część wsi |
| 0902926 | Zamłynie | część wsi |

## Charakterystyka wsi
W Nieledwi znajduje się oddział firmy Real S.A. zajmujący się produkcją zagęszczonych soków owocowych, oraz firma KresMot Zakład Remontowo-Produkcyjny Sp. z o.o., który zajmuje się głównie naprawą silników i podzespołów; regeneracją głowic i kadłubów, szlifem i azotowaniem wałów korbowych, naprawą pomp wtryskowych, naprawą podnośników do ciągników, naprawą przekładni bezstopniowych do kombajnów.
W Nieledwi znajduje się Kościół parafialny pw. Matki Bożej Częstochowskiej wybudowany w latach 1983–87 według projektu arch. Romana Orlawskiego z Rzeszowa. Proboszczem jest budowniczy świątyni - ks. Aleksander Miszczak, a od września ks. Janusz Granda. Konsekracja kościoła odbyła się 21 września 2002 roku. Parafię zamieszkuje: 2367 wiernych.
Oprócz dwóch zakładów i kościoła znajduje się we wsi Szkoła Podstawowa im. Stefana Żeromskiego, dawny i nowy cmentarz, ośrodek zdrowia, apteka i piekarnia z ciastkarnią. Na terenie wsi znajduje się rezerwat ptaków chronionych.

## Historia
Wieś po raz pierwszy wieś wzmiankowano w roku 1444 jako Nyeladwa. Zapewne od  1472 roku jak też później do XVI wieku jej posiadaczami byli Łaszczowie, których miejscowa linia od swej majętności przyjęła nazwisko Łaszczów-Nieledewskich. W 1578 r. wieś miała 6 łanów (100, 8 ha) gruntów uprawnych, pobór płaci tu Stanisław Łaszcz przez wójta wsi. W 1654 r. należała do rodu Brodowskich z Mazowsza. W dobie Rzeczypospolitej szlacheckiej wieś położona była w staropolskim powiecie horodelskim. Według spisu ludności z 1827 r. liczyła 55 domów i 301 mieszkańców. Spis z roku 1921 (wówczas w gminie Moniatycze) wykazał  111 domów oraz 971 mieszkańców, w tym 216 Ukraińców. Tutejsza duża cukrownia powstała w 1899 roku.
W latach 1954–1968 wieś należała i była siedzibą władz gromady Nieledew, po jej zniesieniu w gromadzie Mołodiatycze. W latach 1975–1998 miejscowość administracyjnie należała do województwa zamojskiego. 
We wsi była stacja kolei wąskotorowej Nieledew.

## Sport
GKS Płomień Spartan Nieledew
W Nieledwi funkcjonuje Gminny Klub Sportowy Płomień Spartan Nieledew – amatorski klub piłkarski, założony w 1995 roku, gdy połączyły się 2 kluby zamojskiej klasy okręgowej: LZS Płomień Trzeszczany i LZS Spartan Nieledew. Pod nazwą Gminny Ludowy Klub Sportowy Płomień Spartan Nieledew istniał do roku 2016, kiedy to został rozwiązany. W roku 2024 został reaktywowany pod obecną nazwą. Obecnie drużyna seniorów gra w klasie B w piłce nożnej w grupie Zamość II. Płomień Spartan rozgrywa mecze na Stadionie o pojemności 800 widzów, znajdującym się w Nieledwi.
LZS Spartan Nieledew
Do 1995 roku w Nieledwi funkcjonował Ludowy Zespół Sportowy Spartan Nieledew – amatorski klub piłkarski, założony w 1989 roku. Spartan rozgrywał mecze na Stadionie w Nieledwi. W 1995 roku Spartan Nieledew i LZS Płomień Trzeszczany (klasa O) połączyły się tworząc klub GLKS Płomień/Spartan Nieledew.
LZS Vizana Nieledew
Do 1986 roku w Nieledwi funkcjonował Ludowy Zespół Sportowy Vizana Nieledew – amatorski klub piłkarski, założony w 1980 roku. Vizana rozgrywała mecze na Stadionie w Nieledwi. Po zakończeniu sezonu 1985/86 zamojskiej klasy okręgowej drużyna została rozwiązana i nie przystąpiła do rozgrywek w sezonie 1986/1987.

## Zabytki
- Zachował się drewniany czworak folwarczny z 1. połowy XIX w.
- W końcu XIX stulecia istniała tu drewniana cerkiew pounicka sprzed 1740 r.